# Hedendaagse Tibetaanse kunst
Hedendaagse Tibetaanse kunst is een kunststroming die is voortgebracht door Tibetanen in Tibet zelf en in ballingschap.
Tot de jaren '50, was vrijwel alle Tibetaanse kunst sterk beïnvloed door het Tibetaans boeddhisme. De hedendaagse Tibetaanse kunst kent weliswaar nog steeds veel kunstenaars die zich bezighouden met de traditionele kunst, maar daarnaast is er ook een stroming ontstaan, waarbij de religieuze invloed minder sterk zijn of geheel zijn verdwenen, en invloeden van andere kunststijlen goed waarneembaar zijn. Een bekend pionier en veelzijdig kunstenaar uit het begin van de 20e eeuw is Gendün Chöpel, die vooral tot bloei kwam tijdens zijn verblijf in India.
In Emmen, Nederland, bevindt zich sinds juni 2017 het Museum of Contemporary Tibetan Art.